# Kasper Andersen (autocoureur)
Kasper Mengers Andersen (Silkeborg, 3 augustus 1984) is een Deens autocoureur.
In 2004 was hij kampioen in de Nordic Formule Renault en nam hij ook deel aan de Duitse Formule Renault. In 2003 maakte hij zijn debuut in de Eurocup Formule Renault 2.0, waar hij twee races reed. In 2007 won hij 2 races in de International Formula Master en behaalde hij twee podia in de Italiaanse Formule 3000. In 2008 reed hij ook in de IFM, nu voor Trident Racing, waar Andersen ook in 2008 in de GP2 testte. Ook in 2008 reed hij in de Superleague Formula voor de Griekse club Olympiacos CFP. In 2009 reed hij hier ook, nu voor de Deense club FC Midtjylland. Hij is geen familie van de Noorse basketballer Kasper Aunan Andersen, of de Deense acteur Kasper Andersen.

## Superleague Formula resultaten
- Races vetgedrukt betekent pole positie

| Jaar | Inschrijving   | 1       | 2       | 3       | 4       | 5       | 6      | 7       | 8       | 9       | 10      | 11      | 12     | Rang | Punten |
| ---- | -------------- | ------- | ------- | ------- | ------- | ------- | ------ | ------- | ------- | ------- | ------- | ------- | ------ | ---- | ------ |
| 2008 | Olympiacos CFP | DON1 12 | DON2 11 | NÜR1 12 | NÜR2 15 | ZOL1 15 | ZOL2 9 | EST1 10 | EST2 13 | VAL1    | VAL2    | JER1    | JER2   | 17   | 161    |
| 2009 | FC Midtjylland | MAG1 8  | MAG2 15 | ZOL1 13 | ZOL2 6  | DON1 10 | DON2 5 | EST1 15 | EST2 16 | MON1 12 | MON2 16 | JAR1 18 | JAR2 3 | 14   | 203    |